# Plaza Venezuela
La Plaza Venezuela se ubica en la Urbanización Los Caobos al este del distrito Capital, Venezuela y en el centro geográfico del distrito metropolitano de la Gran Caracas. Esta plaza fue inaugurada en 1940 y es parte de la Parroquia El Recreo del Municipio Libertador, la cual limita con los Municipios Chacao y Baruta del Estado Miranda. La urbanización Los Caobos alberga quintas y edificios de gran valor arquitectónico. A principios del siglo XX, las urbanizaciones del Este Caraqueño eran las siguientes: Los Caobos, La Florida, Bello Monte, Las Delicias de Sabana Grande y otras. Maurice Rotival comentó que la ciudad terminaba en la Candelaria para 1935.
Es un paseo peatonal y distribuidor vial que alberga varios monumentos, entre ellos una fuente con iluminación nocturna, el Monumento a Cristóbal Colón, de Manuel de la Cova, la escultura Abra Solar de Alejandro Otero, la Fisiocromía homenaje a Andrés Bello de Carlos Cruz-Díez que a su vez sirve de marco a la estatua de Andrés Bello. Da acceso a otros importantes lugares como el Boulevard de Sabana Grande, el Parque Los Caobos,  la Ciudad Universitaria y el Jardín Botánico de Caracas, las Torres Gemelas de Parque Central y el Boulevard Amador Bendayan. Entre 2007 y 2009, un plan de restauración se llevó a cabo en la zona por medio de PDVSA Centro de Arte La Estancia. Comunica además con la avenida Andrés Bello a través de la Avenida La Salle y la Av. Augusto César Sandino (principal de Maripérez, que a su vez comunica con las avenidas Libertador y Boyacá o Cota Mil), amén de la Autopista Francisco Fajardo.
La fuente ha sido objeto de cinco proyectos, que datan desde 1940 hasta la nueva versión inaugurada el 9 de agosto de 2009, que incorpora tecnología de punta en medios de control e iluminación por dispositivos de estado sólido. Es la primera versión de esta fuente que incorpora música. Diseñada por el arquitecto Pablo J. Rodríguez P. junto con la colaboración del creador de la IV Version de la fuente, el Ingeniero Santos Michelena Carcano (+)
Se puede llegar a ésta mediante el Metro de Caracas en la estación del mismo nombre, al igual que mediante camionetas por puesto.
Frente a la fachada norte de la misma se ubican edificios de oficinas emblemáticos, los cuales poseen avisos luminosos. Son a saber:
- Polar I
- Polar II
- Torre Phelps
- Torre SENIAT (antigua Torre Capriles)
- Torre la previsora

Hasta 1998 también había una valla luminosa de la marca de bebida gaseosa Coca Cola, la cual fue sustituida por un maniquí para hacer publicidad a la marca de ropa íntima Ovejita.

## Referencias

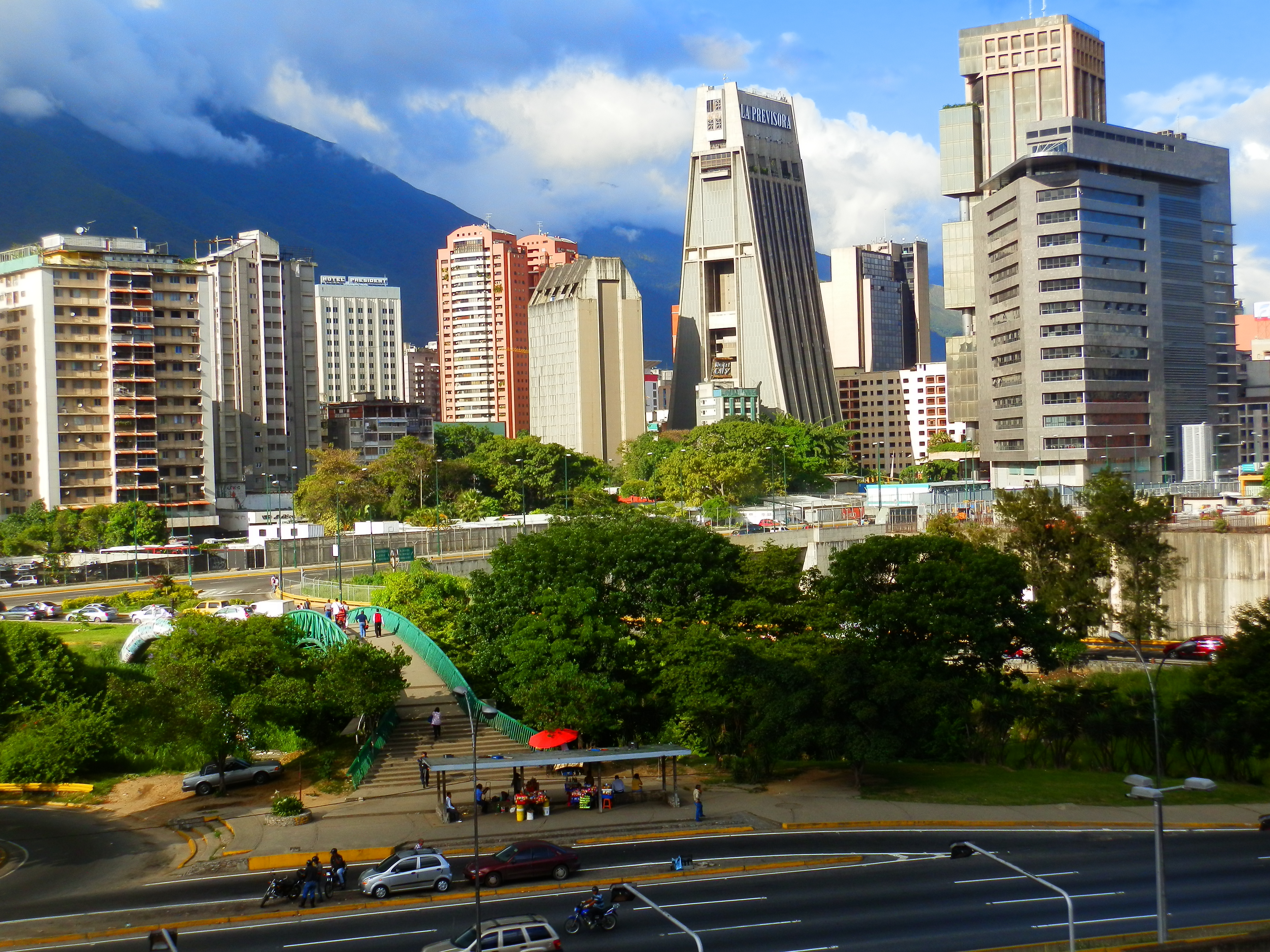
Panorama urbano de plaza Venezuela.